# Chalcedectus poeta
Chalcedectus poeta är en stekelart som först beskrevs av Girault 1927.  Chalcedectus poeta ingår i släktet Chalcedectus och familjen puppglanssteklar. Inga underarter finns listade i Catalogue of Life.